# Нескладуха
«Нескладуха» — советский короткометражный художественный фильм, поставленный на Киностудии «Ленфильм» в 1979 году режиссёром Сергеем Овчаровым по рассказу Вячеслава Шишкова «Винолазы».

## Сюжет
Украли мужики из подвала «Главного депо столовых винъ» бочку вина, но не сумели доставить её домой. Не удержали бочку на пригорке и, на глазах у многочисленных свидетелей, она упала в реку. Все попытки достать её из воды не удались.
Пришлось звать на помощь пришедшего недавно со службы солдата. Тот пробовал нырять, но ничего не вышло. Тогда солдат, который привык к неожиданным трудностям, сделал из коровьей шкуры воздушный шар. Прицепили бочку к верёвке и, шар увлёк её за собой из воды, всё выше и выше унося в небо.

## В ролях
- Анатолий Рудаков — солдат
- Евдокия Алексеева — мать солдата
- В. Лопарёв — мужик
- Виктор Гоголев — мужик в высокой шляпе
- Александр Афанасьев — мужик
- Борис Аракелов — безбородый мужик в картузе
- Александр Захаров — мужик
- Николай Кузьмин — мужик
- Ю. Ковалевский — мужик
- Герман Колушкин — мужик
- Павел Первушин — сонный мужик в валенках
- Александр Суснин — мужик с забинтованной щекой
- Станислав Соколов — нарядный парень с гармошкой
- В. Трубицын — мужик
- Николай Федорцов — нарядный парень
- Рудольф Челищев — мужик
- Виталий Щенников — чернобородый мужик

## Съёмочная группа
- Сценарий и постановка — Сергея Овчарова
- Оператор-постановщик — Ростислав Давыдов
- Художник-постановщик — Виктор Амельченков
- Композитор — Игорь Мациевский
- Звукооператор — Григорий Эльберт
- Ленинградский музыкальный камерный фольклорный ансамбль
Руководитель — Игорь Мациевский[1] (в титрах не указан)
- Консультант по фольклору — Владимир Бахтин
- Режиссёр — Валерий Быченков
- Оператор — Г. Нестеренков
- Ассистенты:
режиссёра — М. Цветкова, Е. Котлякова
звукооператора — Елена Демидова
- Монтаж — Зинаида Шейнеман
- Грим — И. Перкатова
- Костюмы — Ю. Колотко
- Трюки — Юрий Верёвкин
- Редактор — Ирина Тарсанова
- Директор — Георгий Гуров
- Фильм снят на плёнке производственного объединения «Свема»

## Награды
- Приз «За лучшую художественную короткометражную картину» на 1-м Всесоюзном смотре работ молодых кинематографистов (1979)
- Гран-при МКФ имени Ланглуа в Лиле (Франция)
- Почётный диплом на МКФ дипломных работ в Туре-82
- Главный приз МКФ «Выставка нового кино» в Пезаро-88